# 向阳街道 (天津市)
向阳街道，是中华人民共和国天津市滨海新区一个已撤销的街道办事处，因街道内的向阳市场而得名。2013年12月19日，天津市民政局批复同意撤销向阳街道，将其所辖行政区域划归杭州道街道。
向阳街道东以津山铁路为界与天津经济技术开发区相邻，南以京山铁路为界与解放路街道相邻，西以吉林路为界与杭州道街道相邻，北以泰达大街为界与滨海新区塘沽海洋高新区相邻。
津滨轻轨的塘沽站就位于向阳街道内。